# Ministerstvo železnic Čínské lidové republiky

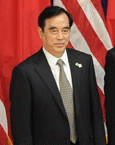
Šeng Kuang-cu, poslední ministr železnic Čínské lidové republiky

Ministerstvo železnic Čínské lidové republiky (čínsky 中华人民共和国铁道部 pchin-jin Zhōnghuá rénmín gònghéguó tiědào bù, v českém přepisu Čung-chua žen-min kung-che-kuo tchie-tao pu) bylo ministerstvo Čínské lidové republiky, odpovědné za železniční dopravu v Čínské lidové republice. Bylo nadřízeným orgánem Čínských drah. Bylo zřízeno v roce 1949, kdy byla vyhlášena Čínská lidová republika. Sídlilo v Pekingu. Posledním ministrem byl Šeng Kuang-cu. K financování svých aktivit ministerstvo vydávalo na kapitálovém trhu vlastní dluhopisy.
Ministerstvo bylo zrušeno v roce 2013 a jeho úkoly převzalo Ministerstvo dopravy.